# アーバン・ナイツ
アーバン・ナイツ（Urban Knights）は、ピアニストのラムゼイ・ルイスを中心にしたR&B/スムーズジャズ・バンド。

## バイオグラフィ
GRPレコードのA&Rの副会長カール・グリフィンの企画案より、ラムゼイ・ルイス（キーボード）を中心に結成。ルイスのグループの元メンバーで、アース・ウィンド・アンド・ファイアーのメンバーのモーリス・ホワイトをプロデューサーに迎えた。ルイスと共演したことのあるグローヴァー・ワシントン・ジュニア（サックス）を起用し、リズム隊には晩年のウェザー・リポートを支え、解散後スペシャルEFXにも参加したオマー・ハキム（ドラム）とヴィクター・ベイリー（ベース）を起用。この他、セッション・ミュージシャンにはポール・ジャクソン・ジュニア（ギター）やパウリーニョ・ダ・コスタ（パーカッション）等が参加している。このような強靭なラインナップを誇るファースト・アルバムは1995年に発表された。
以降のアルバムにもジェラルド・アルブライト、ナジー、ジョナサン・バトラー、ノーマン・ブラウン、デイヴ・コーズ、アール・クルー等といった有名ミュージシャンを迎えている。 
1999年にルイスがナラダ・ジャズに移籍したことにより、アーバン・ナイツもナラダ・ジャズに移る。翌年にサード・アルバムを発表。2002年には『The Chicago Project』といった企画アルバムも出している。
2018年4月にルイスは音楽界からの引退を表明、翌2019年に7枚目のアルバムを出した。

## ディスコグラフィ

### アルバム
- 『アーバン・ナイツ』 - Urban Knights (1995年、GRP)
- 『2』 - Urban Knights II (1997年、GRP)
- Urban Knights III (2000年、Narada Jazz)
- Urban Knights IV (2001年、Narada Jazz)
- Urban Knights Presents The Chicago Project (2002年、Narada Jazz)
- Urban Knights V (2003年、Narada Jazz)
- Urban Knights VI (2005年、Narada Jazz)
- 『7』 - Urban Knights VII (2019年、Ropeadope) ※ラムゼイ・ルイス&アーバン・ナイツ名義